# 174. strelska divizija (ZSSR)
174. strelska divizija (izvirno rusko 174. стрелковая дивизия; kratica 174. SD) je bila strelska divizija Rdeče armade v času druge svetovne vojne.

## Zgodovina
Divizija je bila ustanovljena avgusta 1940 v Kurganu in bila 17. marca 1942 preoblikovana v 20. gardno strelsko divizijo. Ponovno je bila ustanovljena aprila 1942 v Starobelsku s preoblikovanjem 130. motorizirane strelske brigade; oktobra istega leta je bila preoblikovana v 36. gardno strelsko divizijo. Aprila 1943 je bila tretjič ustanovljena s preoblikovanjem 28. strelske brigade.